# Salomó
Salomó é um município da Espanha na comarca de Tarragonès, província de Tarragona, comunidade autónoma da Catalunha. Tem 12,2 km² de área e em 2021 tinha 544 habitantes (densidade: 44,6 hab./km²).

## Demografia
| Variação demográfica do município entre 1991 e 2004 [carece de fontes?] | Variação demográfica do município entre 1991 e 2004 [carece de fontes?] | Variação demográfica do município entre 1991 e 2004 [carece de fontes?] | Variação demográfica do município entre 1991 e 2004 [carece de fontes?] |
| ----------------------------------------------------------------------- | ----------------------------------------------------------------------- | ----------------------------------------------------------------------- | ----------------------------------------------------------------------- |
| 1991                                                                    | 1996                                                                    | 2001                                                                    | 2004                                                                    |
| 439                                                                     | 384                                                                     | 377                                                                     | 351                                                                     |